# Planeta Paranoico
Planeta Paranoico es el séptimo álbum de estudio de la banda de rock argentina Los Ratones Paranoicos, editado en 1996 por Epic Records.

## Lista de canciones
1. El Centauro (2:51)
2. Colocado Voy (3:40)
3. Vox Dei (3:35)
4. La Cripta (2:26)
5. El Vampiro (2:55)
6. Entre Abismo (4:07)
7. Esperándote Solo (4:30)
8. Castillo Maquinal (2:37)
9. Terapia Intensiva (4:16)
10. Patrulla Juvenil (5:06)
11. México, México (3:08)
12. Ahora Me Voy (3:35)

## Músicos
- Juanse - voz, guitarra
- Sarcófago - guitarra, coros
- Pablo Memi - bajo, contrabajo
- "Roy" Quiroga - batería, percusión